# استفان بروستر
استفان بروستر (به انگلیسی: Stephen Brewster) استاد تعامل انسان و رایانه در گروه علوم رایانه در دانشگاه گلاسکو، انگلستان است که در آنجا گروه تعامل چندوجهی را اداره می‌کند. علاقه اصلی پژوهشی او تعامل چندوجهی انسان و رایانه، صدا و لمس و حرکات است. بروستر مدرک پی‌اچ‌دی خود را در گروه تعامل انسان و رایانه در دانشگاه یورک دریافت کرد. او چندین بار کنفرانس تعامل انسان و رایانه با دستگاه‌ها و خدمات موبایل (MobileHCI) را برگزار کرد و در کنار جرالدین فیتزپاتریک برای کنفرانس CHI در مورد عوامل انسانی در سیستم‌های محاسباتی برگزار شد. او تألیف چندین کتاب علمی را ارائه داده‌است.
بروستر در مارس ۲۰۱۷ به عنوان عضو انجمن سلطنتی ادینبورگ انتخاب شد.